# Trifloxystrobin
Trifloxystrobin ist eine chemische Verbindung aus der Gruppe der Strobilurine, die in der Landwirtschaft gegen Pilzkrankheiten bei Pflanzen eingesetzt wird.

## Gewinnung und Darstellung
Trifloxystrobin kann durch Reaktion von Methyl-(2E)-2-(2-(chlormethyl)phenyl)-2-methoxyiminoacetat mit 3-(Trifluormethyl)acetophenonoximnatrium gewonnen werden.

## Eigenschaften
Trifloxystrobin ist ein in reiner Form farb- und geruchloser Feststoff. Als Trifloxystrobin wird nur das E,E-Isomer der Verbindung bezeichnet. Es ist stabil gegenüber von Hydrolyse bei einem pH-Wert von 5 und 7, zersetzt sich aber bei einem pH-Wert von 9. Bei Einwirkung von Licht tritt eine Isomerisierung zu den anderen Isomeren (E,Z, Z,E, Z,Z) auf.

## Verwendung

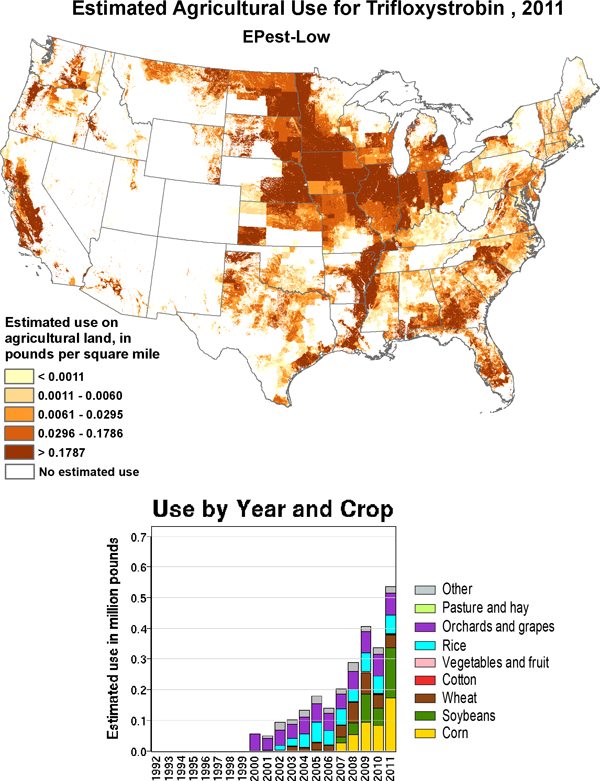
Geschätzte Ausbringungsmenge in den USA 2011

Trifloxystrobin wird verwendet als Wirkstoff in Pflanzenschutzmitteln. Es ist ein mesostemisches Fungizid der Strobiluringruppe mit einer Oximether-Seitenkette. Trifloxystrobin hat eine breite Wirkung gegenüber pilzartigen Erkrankungen in vielen Obst-, Gemüse- und Getreidearten. Es wurde 1999 auf den Markt gebracht.

## Zulassung
Die EU-Kommission nahm Trifloxystrobin 2003 für Anwendungen als Fungizid in die Liste der zulässigen Wirkstoffe von Pflanzenschutzmitteln auf. Die Genehmigung wurde 2012 zunächst bis Ende Juli 2016 verlängert. 2016 und 2017 wurde die Laufzeit der Genehmigung um jeweils ein Jahr verlängert.
Im Jahre 2018 wurde die Genehmigung für die EU erneuert, sie ist bis Juli 2033 befristet.
In einer Reihe von EU-Staaten, unter anderem in Deutschland und Österreich, sowie in der Schweiz sind Pflanzenschutzmittel (z. B. Flint) mit diesem Wirkstoff zugelassen.